# Humleräka
Humleräka (Caridina cf. breviata) är en äkta räka som ofta hålls i akvarium. Den blir ungefär 2 centimeter lång.